# C/2006 P1 (Макнота)
Комета Макнота (C/2006 P1), также известная как Большая комета 2007 года — долгопериодическая комета, открытая 7 августа 2006 года британско-австралийским астрономом Робертом Макнотом в рамках обзора Сайдинг-Спринг. Стала самой яркой кометой за последние 40 лет. Жители южного полушария могли легко её наблюдать невооружённым глазом в январе и феврале 2007 года.
В январе 2007 года звёздная величина кометы достигла −6,0; комета была видна повсеместно при свете дня, а максимальная длина хвоста составила 35 градусов. Размер ядра кометы оценивается в диаметре не более 25 км.

## Открытие
Макнот обнаружил комету +17-й величины на ПЗС-снимке 7 августа 2006 года, в созвездии Змееносца. С августа по ноябрь 2006 года комета отслеживалась и фотографировалась на своём пути по созвездиям Змееносца и Скорпиона. За это время она увеличила яркость только до +9, и не была видна без специальных инструментов. Большую часть декабря из-за близкого соседства с Солнцем она была недоступной наблюдению.
Появившись снова, она стала стремительно усиливать свой блеск, и стала видимой невооружённым глазом в начале января 2007 года. Примерно до 13 января её можно было наблюдать из северного полушария в Стрельце и прилегающих созвездиях. Комета прошла перигелий 12 января на расстоянии 0,17 а. е. от Солнца. В то время она уже достаточно близко подошла к светилу, чтобы можно было вести её наблюдения со спутника SOHO. 12 января она вошла в зону видимости его камеры LASCO C3, и вплоть до 16 числа за ней можно было следить почти в реальном времени через Интернет. Из-за её близкого подхода к Солнцу у жителей северного полушария было короткое окно для наблюдений: комету можно было застать только в ранние сумерки.
Достигнув перигелия 12 января, комета C/2006 P1 стала ярчайшей кометой со времён кометы Икэя — Сэки 1965 года. 13 и 14 января комета достигла ожидаемой яркости в −6,0m, по данным нескольких исследователей из северного полушария.
С 12 по 14 января комету можно было наблюдать при дневном свете с яркостью −5,5 примерно в 5—10 градусах к югу от Солнца. Максимальное сближение с Землёй произошло 15 января на расстоянии 0,82 а. е.